# Henryk Nossowicz
Henryk Nossowicz (ur. 3 sierpnia?/15 sierpnia 1889 w Żytomierzu, zm. między 16 a 17 kwietnia 1940 w Katyniu) – kapitan rezerwy saperów Wojska Polskiego, ofiara zbrodni katyńskiej.

## Życiorys
Był synem Eliasza i Michaliny z Leszczyńskich. Absolwent prawa na Uniwersytecie Kijowskim. Ukończył szkołę wojskową w Moskwie i w stopniu chorążego armii rosyjskiej walczył w I wojnie światowej. Wstąpił do Wojska Polskiego. Został przydzielony do 22 pułku piechoty. Z 22 pp walczył w wojnie polsko-bolszewickiej. W grudniu 1921 zostało ogłoszone jego przeniesienie z 22 pp do rezerwy na skutek wniosku reklamacyjnego OKTW Siedlce. Absolwent kursu sapersko-kolejowego. 1 grudnia 1921 został zatwierdzony w stopniu porucznika piechoty ze starszeństwem z dniem 1 kwietnia 1920. Kapitan ze starszeństwem z dniem 1 czerwca 1919. W 1923 jako oficer nadetatowy 2 pułku saperów kolejowych służył w Wojskowym Wydziale Kolejowym przy Dyrekcji Kolei Żelaznych Wilno. 1 marca 1924 był gospodarzem balu karnawałowego w Wilnie. W 1924 był szefem Wojskowego Wydziału Kolejowego w Wilnie. W 1926 i 1928 służył w 2 pułku saperów. W 1929 został przeniesiony z 2 psap. do 2 batalionu saperów na stanowisko dowódcy kompanii szkolnej. Od 1930 w Oddziale IV Sztabu Generalnego jako delegat Sztabu Głównego przy Okręgowej Dyrekcji Robót Publicznych i Dróg Wodnych w Wilnie. 1 stycznia 1934 został oddany do dyspozycji Ministra Komunikacji na okres sześciu miesięcy. Od 1934 w rezerwie. Pracował w Dyrekcji Okręgowej PKP w Wilnie jako kierownik Wydziału Ruchu. W 1937 zasiadał w komisji egzaminacyjnej Dyrekcji Okręgowej Kolei Państwowych w Wilnie na adiunkta nietechnicznej ogólnej służby biurowej.
W sierpniu 1939 został zmobilizowany. Podczas kampanii wrześniowej wzięty do niewoli radzieckiej. Do żony dotarły dwa grypsy. Pierwszy z 18 września wskazywał na to, że był już w niewoli rosyjskiej. Został wzięty do niewoli przez Sowietów na szosie 5 km od Dubna w stronę Brodów. Z więzienia w Dubnie, 24 września Armia Czerwona przewiozła Nossowicza do Zdołbunowa a następnie do punktu zdawczo-odbiorczego NKWD w Szepietówce, gdzie dotarł 27.09.1939. Po trzech dniach pobytu w Szepietówce, oficerowie zostali załadowani do wagonów (po 50 osób) i wywiezieni do obozu w Putywlu. 1 listopada 1939 został wysłany do Kozielska. 15 kwietnia 1940 przekazany do dyspozycji naczelnika smoleńskiego obwodu NKWD – lista wywózkowa 029/1 poz 14, nr akt 382 z 13.04.1940. Został zamordowany między 16 a 17 kwietnia 1940 przez NKWD w lesie katyńskim. Zidentyfikowany podczas ekshumacji prowadzonej przez Niemców w 1943. Figuruje liście AM-168-110 i Komisji Technicznej PCK jako Nosowicz. Przy szczątkach Nossowicza znaleziono dziennik.  
W znalezionym pamiętniku Nossowicza, który znajduje się w Archiwum Robla (pakiet 110), jest najwięcej informacji o Kozielsku i warunkach obozowych. 
Był żonaty, miał dwie córki. Mieszkał w Wilnie.

## Upamiętnienie
- Minister Obrony Narodowej Aleksander Szczygło decyzją Nr 439/MON z 5 października 2007 awansował go pośmiertnie na stopnień majora. Awans został ogłoszony 9 listopada 2007, w Warszawie, w trakcie uroczystości „Katyń Pamiętamy – Uczcijmy Pamięć Bohaterów”
- Krzyż Kampanii Wrześniowej – zbiorowe, pośmiertne odznaczenie pamiątkowe wszystkich ofiar zbrodni katyńskiej (1 stycznia 1986)
- Tablica Katyńska w Puławach[19]